# Ambasada Izraela przy Stolicy Apostolskiej
Ambasada Izraela przy Stolicy Apostolskiej – misja dyplomatyczna Państwa Izrael przy Stolicy Apostolskiej. Ambasada mieści się w Rzymie.

## Historia
Pierwsi dyplomaci izraelscy złożyli wizytę papieżowi Piusowi XII w 1948. W 1952 Pius XII przyjął na audiencji ministra spraw zagranicznych Izraela Mosze Szareta. Nie nawiązano jednak wzajemnych stosunków dyplomatycznych głównie z powodów rozbieżności w sprawie kontroli i ochrony świętych miejsc, zwracaniu uwagi przez Watykan na trudną sytuację uchodźców palestyńskich oraz obaw przed prześladowaniem chrześcijan w krajach arabskich w sprzeciwie wobec nawiązania stosunków z Izraelem przez papiestwo. W Izraelu również pojawiały się wahania dotyczące nawiązania pełnych stosunków z Watykanem. Istniały jednak nieformalne kontakty, również na wysokim szczeblu. Do Watykanu przejeżdżali izraelscy premierzy i ministrowie spraw zagranicznych.
Sytuacja uległa zmianie za pontyfikatu Jana Pawła II. 30 grudnia 1993 podpisano umowę między Stolicą Apostolską a Państwem Izrael nawiązując oficjalne stosunki. W maju 1994 doszło do wymiany ambasadorów.